# Megaleledonidae
Megaleledonidae (лат.) — семейство головоногих моллюсков из надсемейства Octopodoidea отряда осьминогов.

## Морфологические особенности
Присоски на щупальцах располагаются в один ряд.

## Распространение
Обитают на больших глубинах в Южном океане у побережья Антарктиды.

## Классификация и систематическое положение
Описано в 1961 году как подсемейство Megaleledoninae семейства обыкновенных осьминогов японским зоологом из Университета Хиросимы Ивао Таки (Iwao Taki, яп. 滝 巌, 1901—1984). В 2014 году повышено в ранге до семейства. Обособление этого семейства от близких групп началось около 50 млн лет назад.
На август 2021 года в семейство включают 12 родов:
- Adelieledone Allcock, Hochberg, Rodhouse & Thorpe, 2003
- Bathypurpurata Vecchione, Allcock & Piatkowski, 2005
- Bentheledone Robson, 1932
- Graneledone Joubin, 1918
- Megaleledone Iw. Taki, 1961
- Microeledone Norman, Hochberg & Boucher-Rodoni, 2004
- Pareledone Robson, 1932
- Praealtus Allcock, Collins, Piatkowski & Vecchione, 2004
- Tetracheledone Voss, 1955
- Thaumeledone Robson, 1930
- Velodona Chun, 1915
- Vosseledone Palacio, 1978